# .stockholm
.stockholm은 최상위 도메인(TLD)이자 지리적 TLD로, 스웨덴의 수도인 스톡홀름을 위한 것이다. 스톡홀름 시는 2012년에 약 130만 스웨덴 크로나의 비용으로 이 TLD를 신청했다. 2015년 9월 17일에 ICANN에 의해 TLD로 승인되었고, 2015년 9월 25일에 위임되었다.
이 주소는 2016년에 스톡홀름 시에서 사용하기 시작했지만, 2018년에 웹상에 처음 나타났다. 이는 시 자체 활동을 위해 사용될 예정이며 대중에게는 공개되지 않는다. 현재 약 70개의 웹사이트에서 사용 중이다.